# Botanophila tibetiana
Botanophila tibetiana este o specie de muște din genul Botanophila, familia Anthomyiidae. A fost descrisă pentru prima dată de Johann Andreas Schnabl în anul 1911.
Este endemică în Tibet. Conform Catalogue of Life specia Botanophila tibetiana nu are subspecii cunoscute.